# 그레고리오 베니토
그레고리오 "고요" 베니토 루비오(스페인어: Gregorio "Goyo" Benito Rubio, 1946년 10월 21일, 카스티야-라 만차 주 푸엔테 델 아르소비스포 ~ 2020년 4월 2일, 마드리드 주 마드리드)는 스페인의 전 축구 선수로, 현역 시절 중앙 수비수로 활약하였다. 그는 프로 선수로서 보낸 16년 중 대부분 기간 동안 레알 마드리드 선수로 활약하였다.

## 클럽 경력
베니토는 카스티야-라 만차 주 톨레도 도 푸엔테 델 아르소비스포 출신이다. 10대 초에 육상을 했던 그는 교내 창던지기 우승 경력이 있으며, 1963년에 거의 17세가 되어서 라 리가의 거함 레알 마드리드에 입단했다. 이웃 라요 바예카노로 2년 동안 임대되어 세군다 디비시온에서 프로 무대 신고식을 치른 그는 2번째 임대 시즌에 시디 이프니에 입대하기 위해 조기에 퇴단하였고, 소집 해제 후 레알 마드리드로 복귀하여 14시즌 동안 마드리드 선수로 활약하며 6번의 리그 우승과 5번의 코파 델 레이 우승을 경험했다.
1982년, 막판 2년 동안 불과 16번의 출장에 그친 베니토는 35세에 은퇴를 선언했다. 그는 레알 마드리드 공식 경기에 도합 420번의 경기에 출전하여 3골을 기록했다. 그는 구단에 대한 헌신의 보답으로 산티아고 베르나베우 회장으로부터 월계상을 받은 유이한 선수들 중 하나로, 다른 한 선수는 피리였다.

## 국가대표팀 경력
베니토는 스페인 국가대표팀 일원으로 약 7년 넘게 22번의 경기에 출전하였다. 그의 첫 국가대표팀 경기는 1971년 5월 9일, 2-0으로 이긴 키프로스와의 UEFA 유로 1972 예선전 경기였다. 그러나, 그는 성인 국가대표팀 일원으로 주요 대회에 출전한 적이 없는데, 스페인은 이 기간 동안 단 한 번의 대회에도 본선에 진출하지 못했다.
더 나아가서, 베니토는 멕시코에서 열린 1968년 하계 올림픽에 참가한 스페인 올림픽 대표팀의 일원으로, 8강에서 멈춘 스페인의 모든 경기에 출전했다.

## 최후
알츠하이머병을 앓던 베니토는 마드리드의 양로원에서 말년을 보냈다. 2020년 4월 2일, 73세의 베니토는 동거인 중 한 명이 코로나바이러스감염증-19에 확진된 후 본인도 감염으로 목숨을 잃었다.

## 수상
레알 마드리드
- 라 리가: 1971–72, 1974–75, 1975–76, 1977–78, 1978–79, 1979–80
- 코파 델 레이: 1969–70, 1973–74, 1974–75, 1979–80, 1981–82
- 유러피언컵 준우승: 1980–81
- UEFA 컵위너스컵 준우승: 1970–71